# Johan August Arfwedson

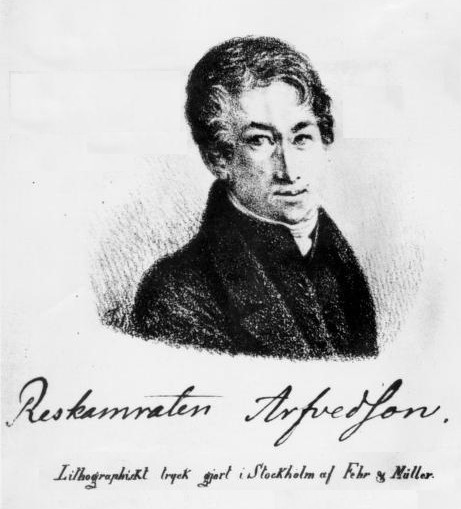
Johan August Arfwedson

Johan August Arfwedson (* 12. Januar 1792 auf Skagersholms bruk, Provinz Västergötland; † 28. Oktober 1841 auf Hedensö) war ein schwedischer Chemiker. Er entdeckte 1817 das chemische Element Lithium.

## Leben
Johann August Arfwedson erhielt seine schulische Ausbildung im Privatunterricht auf dem Landgut Hedensö in Södermanland, wo er und seine Familie lebten. 1806 begann er sein Studium der Bergwissenschaften an der Universität Uppsala. Nach seinem Abschluss begann er seine Arbeit am Königlichen Institut für Bergwissenschaften und wurde Mitglied des Bergkollegiums in Stockholm. Dort lernte er Jöns Jacob Berzelius kennen und erfuhr eine weitere Ausbildung.
Bei der Analyse des Minerals Petalit (und bald darauf in anderen Mineralien) entdeckte Johann August Arfwedson 1817 das Element Lithium in Form einer Lithiumverbindung. Die Isolierung gelang erst 1818 Humphry Davy und William Thomas Brande mit elektrochemischen Methoden. Weiterhin arbeitete er an der Gewinnung und Darstellung von Uran (Veröffentlichung 1822) und veröffentlichte über Erze und Minerale wie Chrysoberyll.
1825 heiratete er die Adlige Sara Sofia von Ehrenheim.
1841 verlieh ihm die schwedische Akademie der Wissenschaften die Gold-Medaille in Anerkennung an seine Entdeckung des Elements Lithium. Ebenfalls wurde nach ihm das Mineral Arfwedsonit benannt. Seit 1828 war er korrespondierendes Mitglied der Académie des sciences.

## Ehrungen
Ein 1823 von Henry James Brooke (1771–1857) beschriebenes Mineral erhielt ihm zu Ehren den Namen Arfvedsonit.
Seit 1997 verleiht die Gesellschaft Deutscher Chemiker den Arfvedson-Schlenk-Preis an in- und ausländische Wissenschaftler für besonders herausragende Arbeiten auf dem Gebiet der Lithiumchemie. Er ist zusätzlich nach dem Pionier der lithiumorganischen Chemie Wilhelm Schlenk benannt.

## Träger des Arfvedson-Schlenk-Preises
Der Preis wird seit 1999 alle zwei Jahre verliehen.
- 1999 Paul von Ragué Schleyer
- 2001 Gernot Boche
- 2003 Victor Snieckus
- 2005 Dietmar Stalke
- 2007 Hans Reich
- 2009 Carsten Strohmann
- 2011 Peter Bruce
- 2013 Robert E. Mulvey
- 2015 Clare Grey
- 2017 Jan Klett
- 2019 Martin Winter
- 2021 Eva Hevia
- 2023 Thomas Fässler